# Жевнов Юрій Володимирович
Ю́рій Володи́мирович Жевно́в (біл. Юрый Уладзіміравіч Жаўноў, нар. 17 квітня 1981, Добруш, СРСР) — білоруський футболіст, воротар російського клубу «Зеніт» та національної збірної Білорусі.

## Клубна кар'єра
У дорослому футболі дебютував 1996 року виступами за команду клубу «Славія-Мозир», взявши участь лише у 5 матчах чемпіонату.
Згодом з 1997 по 2000 рік грав у складі команд клубів «РУОР» (Мінськ), «Зміна-БАТЕ», БАТЕ та «РШВСМ-Олімпія».
Своєю грою за останню команду знову привернув увагу представників тренерського штабу клубу БАТЕ, до складу якого повернувся 2000 року. Цього разу відіграв за команду з Борисова наступні чотири сезони своєї ігрової кар'єри.
Протягом 2005–2009 років захищав кольори команди клубу «Москва».
До складу санкт-петербурзького «Зеніта» приєднався 2010 року. Не зміг скласти конкуренцію основному голкіперу клубу В'ячеслава Малафєєва, тож за перші 2,5 роки встиг відіграти за санкт-петербурзьку команду лише 14 матчів в національному чемпіонаті.

## Виступи за збірну
Протягом 1998–2004 років захищав ворота молодіжної збірної Білорусі, за яку провів загалом 38 офіційних ігор.
У 2003 році дебютував в офіційних матчах у складі національної збірної Білорусі. Наразі провів у формі головної команди країни 49 матчів.

## Титули і досягнення

### Командні
- Чемпіон Білорусі (2):

«Славія-Мозир»: 1996
БАТЕ: 2002
- Володар Кубка Білорусі (1):

«Славія-Мозир»: 1995-96
- Чемпіон Росії (2):

«Зеніт»: 2010, 2012
- Володар Суперкубка Росії (1):

«Зеніт»: 2011
- Володар Кубка Росії (1):

«Зеніт»: 2009-10

### Особисті
- Футболіст року Білорусі: 2010